# Karolína Klubalová
Karolína Klubalová (* 8. prosince 2006) je česká florbalistka, reprezentantka, bronzová medailistka z Mistrovství světa 2023 a juniorská vicemistryně světa z roku 2022. V Extralize žen hraje od roku 2023.

## Klubová kariéra
Klubalová se florbalu věnuje od dětství v klubu FBC Liberec. V Extralize žen začala hrát v šestnácti letech od sezóny 2023/2024, ve které se hned stala nejproduktivnější hráčkou týmu. To jí vyneslo obhajobu druhého místo v anketě o Juniorku sezóny.
V dalším ročníku již ovládla kanadské bodování celé soutěže a byla i nejúspěšnější střelkyní, přestože se její tým se nedostal do play-off.

## Reprezentační kariéra
V juniorské reprezentaci hrála Klubalová na Mistrovství světa do 19 let 2022, kde Češky prohrály ve finále až na nájezdy. Bylo to první české ženské stříbro v historii. Klubalová v semifinále asistovala na vyrovnávací gól na konci základní hrací doby a na další branku přihrála i ve finále. Na dalším juniorském šampionátu v roce 2024 získaly bronz. Klubalová byla druhou nejproduktivnější českou hráčkou a byla zařazena do All Star týmu turnaje.
Po úspěšném vstupu do Extraligy, byla Klubalová v roce 2023 v šestnácti letech překvapivě nominována na ženské mistrovství světa, i když s národním týmem do té doby ani netrénovala. Byla nejmladší hráčkou sestavy a třetí nejmladší v historii české reprezentace. Na turnaji získaly po 12 letech druhý český ženský bronz.

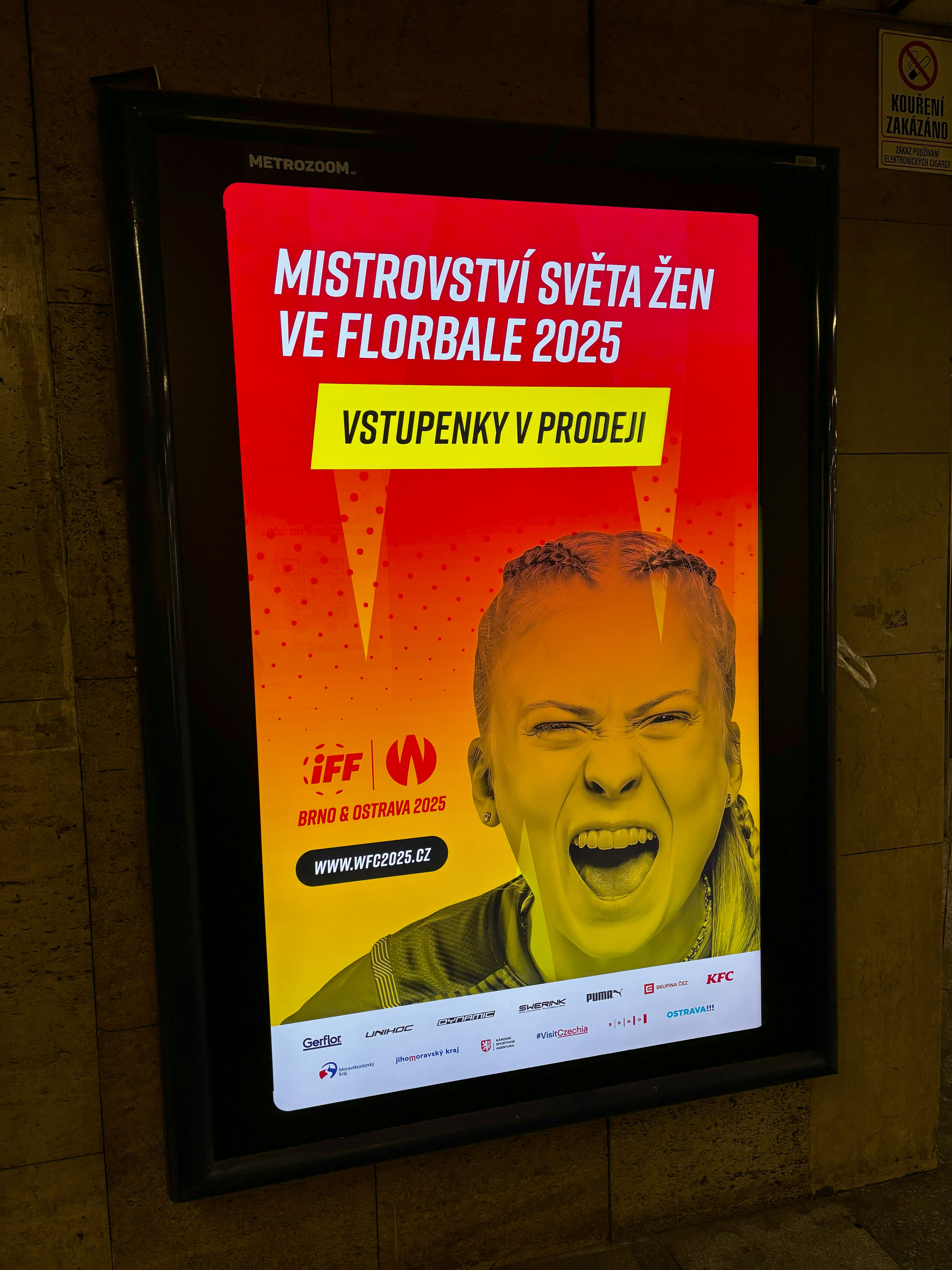
Klubalová na reklamě na Mistrovství světa ve florbale žen 2025

Klubalová je tváří kampaně pro domácí Mistrovství světa žen v roce 2025.
| Umístění         | Soutěž                                                          |
| ---------------- | --------------------------------------------------------------- |
|                  | Mistrovství světa ve florbale žen do 19 let 2022                |
| Bronzová medaile | Mistrovství světa ve florbale žen 2023                          |
| Bronzová medaile | Mistrovství světa ve florbale žen do 19 let 2024 (All Star tým) |